# Fat, Ugly and Still Alive
Fat, Ugly and still alive è un doppio dvd live della band thrash metal tedesca Tankard.
Contiene l'intera esibizione di Batchkapp, in Germania, del maggio 2005, insieme a videoclips, interviste e scene on the road della band dal 1999 al 2005.

## Il Video
Si tratta di un'esibizione live che ripercorre la carriera dei Tankard con 24 brani proposti da Zombie Attack fino a Beast of Bourbon.
Intervista con tutta la band che racconta la storia dal 1982 in poi (in tedesco)
Tutti i videoclip realizzati fino al 2005 e photogallery del concerto.
Il secondo dvd contiene 13 filmati della band on the road dal 1999 al 2005 e contiene molte scene live:
Germania, Italia, Spagna, Giappone, Turchia, Grecia e Svizzera.

## Tracce
1. Need Money For Beer
2. The Morning After
3. Zombie Attack
4. Slipping From Reality
5. Minds on the Moon
6. Beermuda
7. New Liver Please!
8. Maniac Forces
9. Queens of Hearts
10. Die With a Beer in Your Hand
11. Nation Over Nation
12. Dancing on Your Grave
13. Alcohol (Gang Green cover)
14. Don't Panic
15. Space Beer
16. Rectifier
17. Hope?
18. Beyond the Pubyard
19. We're Coming Back
20. Chemical Invasion
21. Poison
22. Alien
23. Freibier
24. (Empty)Tankard

Batschkapp Maggio 2005

## Videoclip
1. The Morning After (1988)
2. Space Beer (1990)
3. Mind on the Moon (1995)
4. Tanze Samba Mit Mire (1996)

## Formazione
- Andreas "Gerre" Geremia - voce
- Andy Gutjahr - chitarra
- Frank Thorwarth - basso
- Olaf Zissel - batteria